# 爱的告白 (重制版)
《爱的告白 (重制版)》（英語：Speak Now (Taylor's Version)）是美国创作歌手泰勒·斯威夫特的第三张重錄专辑，于2023年7月7日由聯眾唱片发行。这是继她于2021年4月发行的第一张重錄专辑《放手去爱 (重制版)》和2021年11月发行的第二张重录专辑《红 (重制版)》之后，对她的第三张录音室专辑《爱的告白》（2010年）的重新录制。重新录制是斯威夫特对她前六张录音室专辑的母带所有权改变的反制措施。

## 背景
在我18岁到20岁之间，我独立创作了专辑《爱的告白》。那段时期，我的生命中充满直截了当的诚实、不加过滤的日记式坦白、以及无法无天的渴望。我很爱这张专辑，因为它讲述了一个关于成长、挣扎、飞翔和坠落……最终得以活着讲述出来的童话。——斯威夫特在社交网络上回顾《爱的告白》

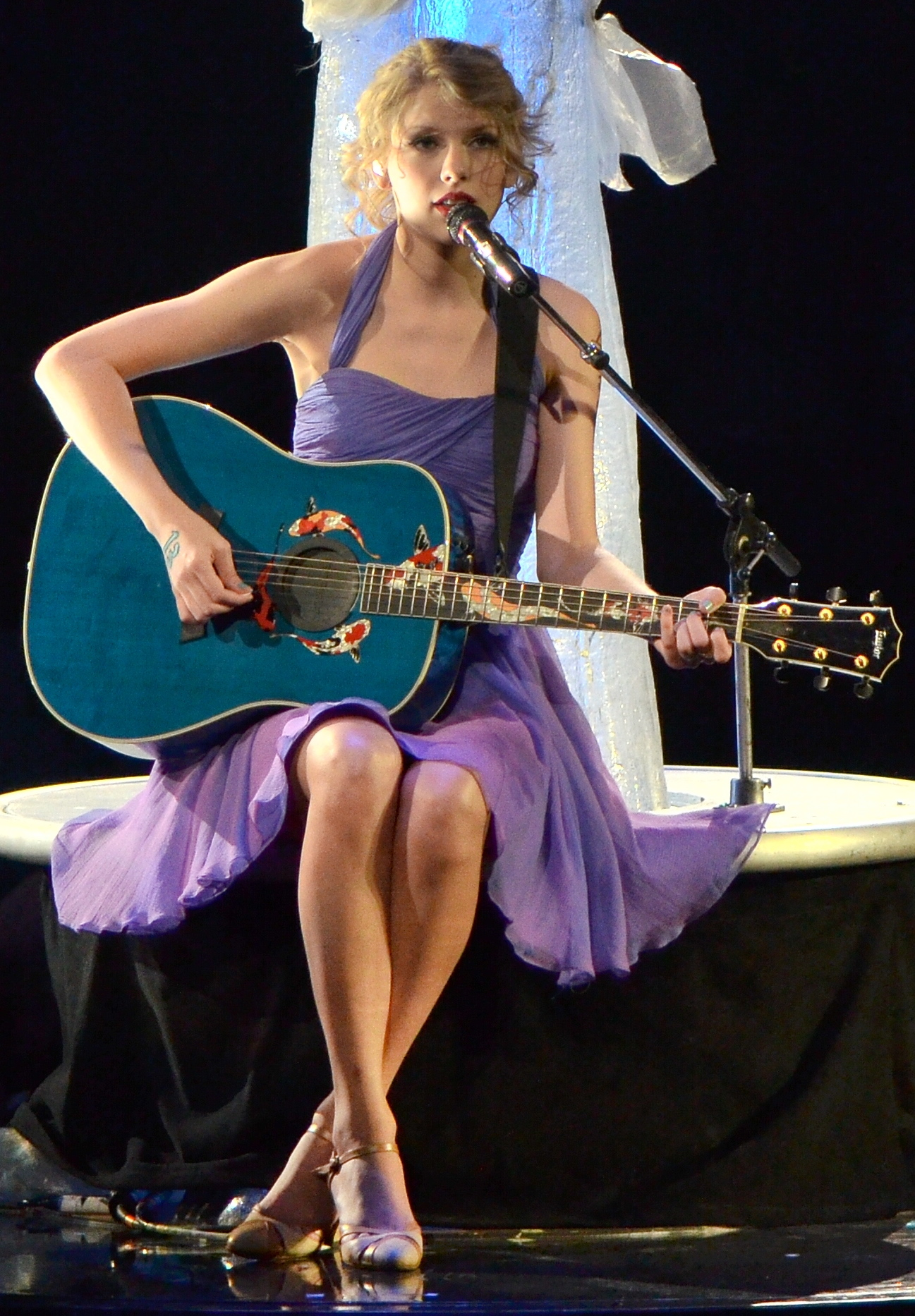
斯威夫特在爱的告白世界巡回演唱会（2011–2012年）上表演

斯威夫特的第三张录音室专辑《爱的告白》于2010年10月25日发行。这张专辑在《放手去爱 (泰勒·斯威夫特专辑)》的乡村流行风格的基础上，首次加入了乡村摇滚元素。专辑发布后就得到了普遍的积极评价和广泛的商业成功，并以首周104万7千多销量成为斯威夫特首周销量突破100万销量中的六张专辑中的第一张专辑。专辑标准版中的11首歌曲在发行首周军进入《公告牌》百强单曲榜，六首单曲（回到十二月、卑鄙、我们的故事、火花飞舞和有你有我）也均进入该榜前40名，其中单曲、回到十二月和豪华版加曲如果這是一部電影进入该榜单前10名。此外专辑歌曲卑鄙亦拿下了第54屆葛萊美獎『最佳鄉村歌曲』大獎。截至2020年10月，专辑在美国已经售出471万张。
根据她与大机器唱片的合約，斯威夫特从2006年到2017年在该唱片公司发行了六张录音室专辑。2018年底，她与该唱片公司的合約到期，因此她与大机器解约，并与环球音乐集团旗下的聯眾唱片签订了一份新的录音合約，这确保了她拥有她将发行的新音乐的母带的权利。2019年，美国商人斯库特·布劳恩和他的公司伊萨卡控股（Ithaca Holdings）收购了大机器，作为收购的一部分，斯威夫特前六张录音室专辑的母带所有权，包括《爱的告白》，都转移给了布劳恩。2019年8月，斯威夫特谴责布劳恩对大机器的收购，并宣布她将重新录制前六张录音室专辑，以便自己拥有它们的母带。2020年11月，布劳恩将母带卖给了迪士尼家族拥有的美国私募股权公司三叶草控股，根据条款布劳恩和伊萨卡控股公司将继续从专辑中获得经济利益。斯威夫特于2020年11月开始重新录制这些专辑。
六张重新录制的专辑中的第一张专辑《放手去爱 (重制版)》于2021年4月9日发行。专辑取得了评论和商业上的成功，并作为历史上第一张重新录制的专辑在《公告牌》二百强专辑榜上空降夺冠第二张专辑《红 (重制版)》于同年11月12日发行。专辑获得了热烈的反响，并在《公告牌》二百强专辑榜上再度空降夺冠，回忆太清晰 (十分鐘完整版)成为斯威夫特在美国《公告牌》百强单曲榜上的第八首冠军歌曲，也打破了吉尼斯世界纪录——这是有史以来最长的冠军歌曲。专辑中的其他25首歌曲也在同一周百强单曲榜上名列前茅，创造独唱歌手单周新作品上榜最多的记录。斯威夫特自编自导的《回忆太清晰：电影短片》于11月12日首映，并获得了热烈的反响，并获得了第65屆格萊美獎最佳录影带。各大出版物都认为《红 (重制版)》的发行是定义2021年流行文化的事件之一。
在发布了重录专辑后，斯威夫特发布了她生涯中的第十张录音室专辑《午夜》，并在其中的宣传物料中多次提及了《爱的告白》中的相关元素，其中和《絢麗奪目》的音乐视频中均融入了大量《爱的告白》相关彩蛋。此外，斯威夫特在時代巡迴演唱會前驚喜發佈如果這是一部電影、安然無恙和睜開雙眼三首《愛的告白》專輯宣傳期內的單曲的重錄版本，並在巡演上多次暗示《爱的告白》的重录版本。
2023年5月5日，在時代巡迴演唱會纳什维尔第一场演唱会上演唱惊喜曲目火花飞舞前，斯威夫特正式宣布《爱的告白 (重制版)》将于2023年7月7日发行，并在之后在社交媒体上宣布了这个消息。根据斯威夫特官方网站和Apple Music上的介绍，重錄專輯將會包含除如果這是一部電影外原版專輯的16首歌曲和6首為「私藏版」（From the Vault）的新歌。

## 曲目列表
| 标准版   | 标准版                                                                        | 标准版                             | 标准版  |
| 曲序     | 曲目                                                                          | 製作人                             | 时长    |
| -------- | ----------------------------------------------------------------------------- | ---------------------------------- | ------- |
| 1.       | Mine                                                                          |                                    | 3:51    |
| 2.       | 火花飞舞 Sparks Fly                                                           |                                    | 4:21    |
| 3.       | 重回十二月 Back To December                                                   |                                    | 4:54    |
| 4.       | 爱的告白 Speak Now                                                            |                                    | 4:02    |
| 5.       | 分手信 Dear John                                                              |                                    | 6:45    |
| 6.       | 太刻薄 Mean                                                                   |                                    | 3:58    |
| 7.       | 我们的故事 The Story Of Us                                                    |                                    | 4:27    |
| 8.       | 長不大 Never Grow Up                                                          |                                    | 4:52    |
| 9.       | 愛情魔力 Enchanted                                                            |                                    | 5:53    |
| 10.      | 復仇女王 Better Than Revenge                                                  |                                    | 3:40    |
| 11.      | 純真年代 Innocent                                                             |                                    | 5:01    |
| 12.      | 迷惑 Haunted                                                                  |                                    | 4:05    |
| 13.      | Last Kiss                                                                     |                                    | 6:09    |
| 14.      | 直到永遠 Long Live                                                            |                                    | 5:17    |
| 15.      | 有你有我 Ours                                                                 |                                    | 3:55    |
| 16.      | 超人 Superman                                                                 |                                    | 4:34    |
| 17.      | （打倒男孩助阵） Electric Touch (featuring Fall Out Boys)                     | 斯威夫特 亚伦·德斯纳 （ 英语 ： Aaron Dessner） | 4:26    |
| 18.      | 當艾瑪墜入愛河 When Emma Falls in Love                                        | 斯威夫特 德斯纳                    | 4:12    |
| 19.      | I Can See You                                                                 | 斯威夫特 杰克·安东诺夫             | 4:33    |
| 20.      | 崩塌的城堡（海莉·威廉姆斯助阵） Castles Crumbling (featuring Hayley Williams) | 斯威夫特 安东诺夫                  | 5:06    |
| 21.      | 傻瓜 Foolish One                                                              | 斯威夫特 德斯纳                    | 5:11    |
| 22.      | 永恆 Timeless                                                                 | 斯威夫特 安东诺夫                  | 5:21    |
| 总时长： | 总时长：                                                                      | 总时长：                           | 1:44:33 |

注释
- 标准版中的所有曲目都标注了“重制版”（Taylor's Version）；第17至22首的曲目额外标注了“私藏版”。
- 專輯原版豪華版中的歌曲〈如果這是一部電影〉的重錄版本並未收錄近該重錄專輯中，而是作為非專輯單曲單獨於數位平台上架。
- 〈分手信（明尼阿波利斯現場）〉和〈最后的吻（堪薩斯城現場）〉於數位豪華版專輯限時發行。[22]
- 歌曲中文名为星外星唱片中国大陆引进版和环球唱片台湾引进版官方译名。[23][24]

## 发行历史
| 地区     | 日期         | 格式                    | 厂牌 | 参考   |
| -------- | ------------ | ----------------------- | ---- | ------ |
| 全球各地 | 2023年7月7日 | CD 数字下载 流媒体 黑胶 | 聯眾 | [ 25 ] |